# Hermann Hölter
Hermann Hölter né le 31 janvier 1900 à Lemgo et mort le 5 mai 1989 à Boll est un General der Gebirgstruppe allemand qui a servi au sein de la Heer, armée de terre, dans la Wehrmacht pendant la Seconde Guerre mondiale.

## Biographie
Hermann Hölter entre dans l'armée le 17 novembre 1917 durant la première Guerre mondiale dans le 180e régiment d'infanterie (de) où il reste jusqu'au 6 mars 1918. Il est blessé le 28 mars 1918 et est envoyé à l'hôpital.
Il devient lieutenant le 11 août 1919. Il devient capitaine le 1er août 1933 et major le 1er janvier 1937. Il a participé aux Jeux olympiques d'été de 1928 aux épreuves de pentathlon moderne à Amsterdam où il termine septième.
Durant la seconde Guerre mondiale, du 1er octobre 1941 au 1er novembre 1943, il est membre de l'état major au sein de la 26e division d'infanterie et participe à l'opération Barbarossa. Du 1er novembre 1943 au 5 février 1944 il est membre de l'état major au sein de la 19e division d'infanterie. Comme lieutenant-général il est chef de l'état-major général de la 20e armée de montagne du 1er mars 1944 au 8 mai 1945,.
Arrêté le 9 mai 1945 par les Forces armées britanniques en Norvège, il est fait prisonnier de guerre et est transféré en janvier 1946 à Island Farm (camp spécial 11) à Bridgend au pays de Galles. Il est libéré le 22 décembre 1947.

## Décorations
- Croix de fer (1914)
  - 2e Classe (18 juin 1918)
- Médaille de service de longue durée de la Wehrmacht
- Croix allemande le 17 août 1944
- Croix de chevalier de la croix de fer le 3 mai 1945